# Biosimilare Antikörper
Biosimilare Antikörper sind als pharmazeutisches Produkt Nachahmerpräparate zu bereits zugelassenen therapeutischen monoklonalen Antikörpern nach deren Patentablauf. Sie stellen zwar eine Untergruppe der einfacheren Biosimilars (Epoetine, FSH, G-CSF, Somatropin, Insulin, Interferone) dar, sind aber aufgrund ihrer wesentlich höheren molaren Masse, ihrer komplexen Tertiär- und Quartärstruktur ihrer vielfältigen posttranslationalen Modifikationen sowie ihrer komplexen Effektorfunktionen von diesen abzugrenzen.

## Zulassung
Von der Europäischen Arzneimittel-Agentur (EMA) wurde im September 2013 erstmals ein biosimilarer Antikörper (Infliximab) zugelassen. Durch die Verwendung von Nachahmerpräparten sollen Kosten im Gesundheitswesen eingespart werden. Im herkömmlichen Pharmamarkt geschieht dies durch sogenannte Generika. Die Einsatzmöglichkeiten  bei den biosimilaren Antikörpern sind jedoch nicht exakt vergleichbar und gesondert geregelt:
Die Zulassung biosimilarer Antikörper in Europa wird von der EMA durch eine Reihe von Richtlinien reguliert, die sowohl allgemeine Aspekte bei der Entwicklung von Biosimilars beinhalten, als auch die spezifischen Besonderheiten bei der Entwicklung von biosimilaren Antikörpern berücksichtigen, wie z. B. deren relativ hohes Immunogenitätspotenzial. Prinzipiell wird von der EMA für die Zulassung eines biosimilaren Antikörpers der Nachweis der Ähnlichkeit (Similarität) zum Original (Referenzprodukt) gefordert, nicht jedoch der Nachweis eines Patientennutzens, da dieser bereits in den Zulassungsstudien mit dem Original erbracht wurde. Die Zulassung eines biosimilaren Antikörpers erfolgt durch den Nachweis der Similarität in einem abgekürzten, schrittweisen Verfahren, in dem an erster Stelle analytische (physikochemische) und funktionelle (in vitro) Methoden stehen. Bei ausreichender Ähnlichkeit in vitro reicht nach den Regularien der EMA ein deutlich verkürztes klinisches Studienprogramm aus, um die klinische Äquivalenz zu bestätigen. Hierbei werden Äquivalenzstudien zwischen dem Original und dem biosimilaren Antikörper durchgeführt, in denen anhand von Surrogat-Endpunkten Unterschiede in Pharmakodynamik, Wirksamkeit und Verträglichkeit ausgeschlossen werden sollen. Der Bereich, in dem eine Wirkung noch als äquivalent betrachtet wird, wird von der EMA dabei von Fall zu Fall bewertet.

## Sicherheit
Um die Sicherheit dieser neu zugelassenen biosimilaren Antikörper besser bewerten zu können, werden diese ab Zulassung in der Fachinformation mit einem auf der Spitze stehenden schwarzen Dreieck gekennzeichnet. Damit soll die Erfassung von Nebenwirkungsmeldungen im Spontanberichtswesen verbessert werden. Dies ist relativ schwierig, da biosimilare Antikörper den identischen INN (englisch international non-proprietary name) wie das Originalpräparat erhalten und eine eindeutige Rückverfolgbarkeit dadurch erschwert ist. Daher wird in den Fachinformationen der Originalpräparate im Abschnitt 4.4 „Besondere Warnhinweise und Vorsichtsmaßnahmen für die Anwendung“ die Dokumentation des Handelsnamens in der Patientenakte vorgeschrieben.

## Übersicht
Eine Übersicht zu in der EU zugelassenen biosimilaren monoklonalen Antikörper gibt der Artikel Biosimilars.